# Stackmora
Stackmora är en by i Orsa socken och kommun, belägen tre kilometer öster om Orsa centrum. Bebyggelsen har fram till 2020 klassats som två småorter: Denna ("den östra") och Västra Stackmora. Hela bebyggelsen klassas av SCB 2020 som en del av tätorten Orsa. År 2023 klassades den åter som två orter där denna då vuxit i befolkning och klassades som tätort, med namnet Stackmora.

## Befolkningsutveckling
| Befolkningsutvecklingen i Stackmora/Östra Stackmora 1960–2015                                                 | Befolkningsutvecklingen i Stackmora/Östra Stackmora 1960–2015 | Befolkningsutvecklingen i Stackmora/Östra Stackmora 1960–2015 | Befolkningsutvecklingen i Stackmora/Östra Stackmora 1960–2015 | Befolkningsutvecklingen i Stackmora/Östra Stackmora 1960–2015 |
| --- | ------------------------------------------------------------- | ------------------------------------------------------------- | ------------------------------------------------------------- | ------------------------------------------------------------- |
| |                                                               |                                                               |                                                               |                                                               |
| År |                                                               |                                                               | Folkmängd                                                     | Areal (ha)                                                    |
| 1960 | 1960                                                          |                                                               | 369                                                           |                                                               |
| 1965 | 1965                                                          |                                                               | 224                                                           |                                                               |
| 1970 | 1970                                                          |                                                               | 202                                                           |                                                               |
| 1990 | 1990                                                          |                                                               | 162                                                           | 47#                                                           |
| 1995 | 1995                                                          |                                                               | 191                                                           | 58#                                                           |
| 2000 | 2000                                                          |                                                               | 168                                                           | 58#                                                           |
| 2005 | 2005                                                          |                                                               | 175                                                           | 59#                                                           |
| 2010 | 2010                                                          |                                                               | 174                                                           | 61#                                                           |
| 2015 | 2015                                                          |                                                               | 182                                                           | 70#                                                           |
| Anm.: Upphörde som tätort 1975. Statistik mellan 1990 och 2020 gäller småorten Östra Stackmora. # Som småort. |                                                               |                                                               |                                                               |                                                               |